# W-функция Ламберта
{\displaystyle W}-функция Ламберта определяется как обратная функция к {\displaystyle f(w)=we^{w}}, для комплексных {\displaystyle w}. Обозначается {\displaystyle W(x)} или {\displaystyle \operatorname {LambertW} (x)}. Для любого комплексного {\displaystyle z} она определяется функциональным уравнением:
{\displaystyle z=W(ze^{z})}
{\displaystyle W}-функция Ламберта не может быть выражена в элементарных функциях. Она применяется в комбинаторике, например, при подсчёте числа деревьев, а также при решении уравнений.

## История
Функция изучалась ещё в работе Леонарда Эйлера 1779-го года, но не имела самостоятельного значения и названия вплоть до 1980-х годов. Как самостоятельная функция была введена в системе компьютерной алгебры Maple, где для неё использовалось имя LambertW. Имя Иоганна Генриха Ламберта было выбрано, поскольку Эйлер ссылался в своей работе на труды Ламберта, и поскольку «называть ещё одну функцию именем Эйлера было бы бесполезно».

## Многозначность

Основная (синяя) и дополнительная (фиолетовая) ветви функции

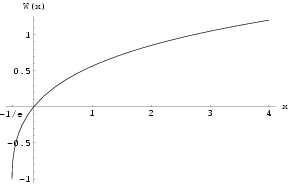
График W_{0}(x) для −1/e ≤ x ≤ 4

Поскольку функция {\displaystyle f(w)} не является инъективной на интервале {\displaystyle (-\infty ,0)}, {\displaystyle W(z)} является многозначной функцией на {\displaystyle (-{\frac {1}{e}},0)}.
- Если ограничиться вещественными {\displaystyle z=x\geqslant -1/e} и потребовать {\displaystyle w\geqslant -1}, будет определена однозначная функция {\displaystyle W_{0}(x)} — основная ветвь функции {\displaystyle W(x)}.
- Если ограничиться вещественными {\displaystyle z=x\geqslant -1/e}, {\displaystyle z=x<0} и потребовать {\displaystyle w\leqslant -1}, будет определена однозначная функция {\displaystyle W_{-1}(x)} — дополнительная ветвь функции {\displaystyle W(x)}.

## Асимптотики
Полезно знать асимптотики функции при стремлении к некоторым ключевым точкам. Например, для ускорения сходимости при выполнении рекуррентных расчётов.
{\displaystyle \left.W(z)\right|_{z\to \infty }=\log(z)-\log(\log(z))}
{\displaystyle \left.W(z)\right|_{z\to -{\frac {1}{e}}}={\sqrt {2(ez+1)}}-1}

## Другие формулы
{\displaystyle \int _{0}^{\pi }W{\bigl (}2\cot ^{2}(x){\bigr )}\sec ^{2}(x)\;\mathrm {d} x=4{\sqrt {\pi }}}
{\displaystyle \int _{0}^{+\infty }W\left({\frac {1}{x^{2}}}\right)\;\mathrm {d} x={\sqrt {2\pi }}}
{\displaystyle \int _{0}^{+\infty }{\frac {W(x)}{x{\sqrt {x}}}}\mathrm {d} x=2{\sqrt {2\pi }}}

## Свойства
С помощью дифференцирования неявной функции можно получить, что при {\displaystyle z\neq -{\tfrac {1}{e}}} функция Ламберта удовлетворяет следующему дифференциальному уравнению:
{\displaystyle {dW \over dz}={\frac {1}{z}}{\frac {W(z)}{W(z)+1}}.}
С помощью теоремы об обращении рядов можно получить выражение для ряда Тейлора; он в окрестности нуля сходится при {\displaystyle |z|<{\tfrac {1}{e}}}:
{\displaystyle W_{0}(x)=\sum _{n=1}^{\infty }{\frac {(-n)^{n-1}}{n!}}\ x^{n}=x-x^{2}+{\frac {3}{2}}x^{3}-{\frac {8}{3}}x^{4}+{\frac {125}{24}}x^{5}-\cdots .}
С помощью интегрирования по частям можно найти интеграл от W(z):
{\displaystyle \int W(x)\,dx=x\left(W(x)-1+{\frac {1}{W(x)}}\right)+C.}

### Значения в некоторых точках
{\displaystyle W\left(-{\frac {\pi }{2}}\right)={\frac {i\pi }{2}}}
{\displaystyle W(-1)\approx -0.31813+1.33723i}
{\displaystyle W\left(-{1 \over e}\right)=-1}
{\displaystyle W\left(-{\frac {\ln a}{a}}\right)=-\ln a}, при {\displaystyle {\frac {1}{e}}\leq a\leq e}
{\displaystyle W(0)=0}
{\displaystyle W(e)=1}
{\displaystyle W(1)=\Omega \approx 0{,}56714329} (постоянная Омега)

### Формулы
{\displaystyle W(xe^{x})=x,\,x>0}
{\displaystyle W_{0}(xe^{x})=x,\,x\geqslant -1}
{\displaystyle W_{-1}(xe^{x})=x,\,x\leqslant -1}
{\displaystyle e^{n\cdot W(x)}=\left({\frac {x}{W(x)}}\right)^{n}}
{\displaystyle \ln W(x)=\ln x-W(x),\,x>0}
{\displaystyle W\left({\frac {nx^{n}}{W(x)^{n-1}}}\right)=nW(x),\,n>0,x>0}
{\displaystyle W(x)+W(y)=W\left(xy\left({\frac {W(x)+W(y)}{W(x)W(y)}}\right)\right),\,x>0,y>0}

## Решение уравнений с помощьюW-функции
Решения многих трансцендентных уравнений могут быть выражены в форме W-функции.
Пример 1: {\displaystyle x\cdot a^{x}=b}
{\displaystyle x\ln a\cdot e^{x\ln a}=b\ln a}, следовательно, {\displaystyle x\ln a=W(b\ln a)}, откуда {\displaystyle x={W(b\ln a) \over \ln a}}.
Пример 2: {\displaystyle x^{x}=a}
{\displaystyle x\cdot \ln x=\ln a}, следовательно, {\displaystyle {\ln a \over x}=W(\ln a)}, откуда {\displaystyle x={\ln a \over W(\ln a)}}.
Пример 3: {\displaystyle a^{x}=bx}
{\displaystyle {1 \over b}=xa^{-x}}, тогда {\displaystyle -{\ln a \over b}=-x\ln a\cdot e^{-x\ln a}}, следовательно, {\displaystyle W\left(-{\ln a \over b}\right)=-x\ln a}, откуда {\displaystyle x=-{1 \over \ln a}W\left(-{\ln a \over b}\right)}.

## Обобщённые примененияW-функции Ламберта
Стандартная W-функция Ламберта показывает точные решения трансцендентных уравнений формы:
{\displaystyle e^{-cx}=a_{o}(x-r)~~\quad \qquad \qquad \qquad \qquad (1)}
где a0, c и r являются вещественными константами. Решением такого уравнения является {\displaystyle x=r+{\frac {1}{c}}W{\Big (}{\frac {c\,e^{-cr}}{a_{o}}}{\Big )}}. Ниже перечислены некоторые из обобщённых применений W-функции Ламберта:
- Эта функция может быть использована в общей теории относительности и в квантовой механике (квантовой гравитации) в нижних измерениях. В журнале «Classical and Quantum Gravity»[5] была представлена ранее неизвестная связь между этими двумя понятиями, где правая сторона уравнения превращается в квадратный многочлен по переменной x:

{\displaystyle e^{-cx}=a_{o}(x-r_{1})(x-r_{2})~~\qquad \qquad (2)}
и где константы r1 и r2, являются корнями этого квадратичного многочлена. В данном случае решением этого уравнения является функция с аргументом x , а ri и ao являются параметрами этой функции. С этой точки зрения, несмотря на то, что данное обобщённое применение W-функции Ламберта напоминает гипергеометрическую функцию и функцию «Meijer G», оно принадлежит к другому типу функций. Когда r1 = r2, то обе стороны уравнения (2) могут быть упрощены к уравнению (1), и таким образом общее решение сводится к стандартной W-функции. Уравнение (2) показывает определяющие отношения в скалярном поле дилатонноя, из чего следует решение задачи измерения линейной гравитации парных тел в 1+1 измерениях (измерение пространства и измерение времени) в случае неравных масс, а также решение задачи двумерного стационарного уравнения Шрёдингера с потенциалом в виде дельта-функции Дирака для неодинаковых зарядов в одном измерении.
- Эта функция может быть использована для решения частной задачи внутренних энергий квантовой механики, состоящей в определении относительного движения трёх тел, а именно трёхмерной молекулярный ион водорода[6][7]. В этом случае правая сторона уравнения (1) (или (2)) теперь становится отношением двух беспредельных многочленов по переменной x:

{\displaystyle e^{-cx}=a_{o}{\frac {\displaystyle \prod _{i=1}^{\infty }(x-r_{i})}{\displaystyle \prod _{i=1}^{\infty }(x-s_{i})}}\qquad \qquad \qquad (3)}
где ri и si константы, а x является функцией между внутренней энергией и расстоянием внутри ядра R. Уравнение (3), а также его упрощённые формы, выраженные в уравнениях (1) и (2), относятся к типу дифференциальных уравнений с запозданием.
Применения W-функции Ламберта в основных проблемах физики не ограничиваются стандартным уравнением (1), как было недавно показано в областях атомной, молекулярной и оптической физики и критерий «Кейпер-Ли» для Гипотеза Римана.

## Вычисление
{\displaystyle W}-функция может быть приблизительно вычислена с помощью рекуррентного соотношения:
{\displaystyle w_{j+1}=w_{j}-{\frac {w_{j}e^{w_{j}}-z}{e^{w_{j}}(w_{j}+1)-{\frac {(w_{j}+2)(w_{j}e^{w_{j}}-z)}{2w_{j}+2}}}}}
Пример программы на языке Python:
```
import
 
math

def
 
lambertW
(
x
,
 
prec
=
1e-12
):

    
w
 
=
 
0

    
for
 
i
 
in
 
range
(
100
):

        
wTimesExpW
 
=
 
w
 
*
 
math
.
exp
(
w
)

        
wPlusOneTimesExpW
 
=
 
(
w
 
+
 
1
)
 
*
 
math
.
exp
(
w
)

        
w
 
-=
 
(
wTimesExpW
 
-
 
x
)
 
/
 
(
wPlusOneTimesExpW
 
-
 
(
w
 
+
 
2
)
 
*
 
(
wTimesExpW
 
-
 
x
)
 
/
 
(
2
 
*
 
w
 
+
 
2
))

        
if
 
prec
 
>
 
abs
((
x
 
-
 
wTimesExpW
)
 
/
 
wPlusOneTimesExpW
):

            
break

    
if
 
prec
 
<=
 
abs
((
x
 
-
 
wTimesExpW
)
 
/
 
wPlusOneTimesExpW
):

        
raise
 
Exception
(
"W(x) не сходится достаточно быстро при x=
%f
"
 
%
 
x
)

    
return
 
w

```

Для приближённого вычисления можно использовать следующую формулу.
{\displaystyle W(x)\approx \left\{{\begin{matrix}0{,}665\cdot (1+0{,}0195\ln(x+1))\ln(x+1)+0{,}04&\ :\ &0<x\leq 500\\\ln(x-4)-(1-{1 \over \ln x})\ln \ln x&\ :\ &x>500\\\end{matrix}}\right.}
Приведённая функция похожа, но более чем на 10 % отличается от функции Ламберта.